# Лжепророки
Лжепророки (ложные пророки) — упоминаемые в Священных Писаниях ложные пророки и даже языческие жрецы, которые не были призваны или посланы Богом (удостоены божественного откровения), но пророчествовали по своему измышлению во вред ближних, совращая их с пути истины.

## Лжепророки в Ветхом Завете
Уже закон Моисеев предвидел появление ложных пророков и указал способ определения подлинности пророка: «Если пророк скажет именем Господа, но слово то не сбудется и не исполнится, то не Господь говорил сие слово, но говорил сие пророк по дерзости своей, — не бойся его» (Втор. 18:22). Такой пророк, согласно Закону, должен быть предан смерти (Втор. 18:20).
Пророк Михей обличал лжепророков как корыстолюбцев: «Так говорит Господь на пророков, вводящих в заблуждение народ Мой, которые грызут зубами своими — и проповедуют мир, а кто ничего не кладёт им в рот, против того объявляют войну» (Мих. 3:5).
В Ветхом Завете упоминаются несколько лжепророков:
- лжепророк Анания (или Ханания; Hananiah), сын Азура[2], во дни царя Седекии. Анания был из города Гибеона и современник пророка Иеремии. Он — именем Бога, в присутствии Иеремии — предсказал народу, что через два года пленённый царь Иехония вместе с другими уведёнными в плен иудеями возвратится в Иерусалим, а также, что похищенные Навуходоносором сосуды храма Божия будут возвращены. При этом он сломал деревянное иго, которое Иеремия носил на шее как символ предстоящего вавилонского пленения. Был обличен Иеремией и, согласно предсказанию последнего, в том же году умер (Иер. 28:1—17). По Талмуду[3], Анания поначалу был правдивым пророком, но к концу жизни стал лжепророком. Есть также мнение, что он не был лжепророком в собственном смысле, а только выводил заключения из пророчеств Иеремии, а не по непосредственному внушению Божию[4].[5]
- Седекия (сын Маахи) (Иер. 29:21—22) — один из лжепророков в Вавилоне во дни иудейского царя Седекии, которые старались убедить пленных в Вавилоне как можно скорее возвратиться в отечество, за что были грозно обличены в послании пророка Иеремии[6].
- Ахав и Шемаия во дни переселения. Ахав (Ахаб бен-Колая[7], то есть Ахаб, сын Колии) появился среди пленников в Вавилоне; за произведённую им смуту вавилонский царь Навуходоносор приказал изжарить его заживо (Иер. 29:21-22)[8].
- Седекия (сын Хенаавы) — лжепророк во времена царя Ахава, убедивший Ахава идти в Рамоф Галаадский[англ.] и предсказывавший ему победу над сириянами. Чтобы придать своему пророчеству больше значения, он сделал себе железные рога и сказал царю Израильскому: «сими избодешь Сириян до истребления их». Раздражённый иным пророчеством Михея, который о последствиях похода высказался совершенно противоположно тому, что предрекал Седекия, Седекия ударил его в щёку, Михей же отвечал ему: «ты увидишь это в тот день, когда будешь бегать из одной комнаты в другую, чтобы укрыться и плакать там».[6]
- Ноадия-пророчица и Нехеламитянин[9] (сильный, крепкий; Иер. 29:24-32) во дни наместника Иудеи Неемии[1].

## Лжепророки в Новом Завете
- Вариисус (арабское имя Елима; Деян. 13:8), иудейский волхв во времена апостола Павла[1]. Вариисус принадлежал к свите проконсула Сергия во время посещения острова Кипра ап. Павлом. Во время проповеди ап. Павла и Варнавы, он старался отвратить проконсула от веры во Христа, за что получил грозное обличение от апостола и был наказан слепотой от Бога. После чего проконсул, видя и дивясь учению Господню, уверовал во Христа (Деян. 13:6—12).
- Февда (Тода; Теуда; Теодард) — иудейский лжепророк, выступивший с проповедью в 45 году; вслед за тем был арестован римским прокуратором и казнён (Деян. 5:34—39).

Много подобных лжепророков было и в христианском мире во времена двенадцати апостолов.

## Статус Мухаммеда
Многие критики ислама, среди которых Ибн ар-Раванди, аль-Маарри и Абу Иса аль-Варрак, утверждали что Коран не имеет Божественное происхождение, а сам Мухаммед был аморальным человеком и не являлся пророком.
Христианские авторы утверждали, что Мухаммед, мусульманский пророк и основатель ислама, был предсказан в Библии как грядущий антихрист, лжепророк или лжемессия.
То, что Мухаммед был неграмотным, женился на богатой вдове, имел большое количество жён, управлял людьми и участвовал в войнах, — согласно христианскому учению — свидетельствует о том, что Мухаммед не обладал подлинно пророческим даром, так как такая жизнь не соответствует христианским критериям святости.
Самым ранним известным представителем этой точки зрения был Иоанн Дамаскин. Он был знаком с исламом и арабским языком и в своей книге «О ереси» (др.-греч. Περὶ αἱρέσεων) рассматривает ислам как ересь, а исламскую доктрину как синкретизм, созданный на основе Библии и арианства. В этой книге Мухаммед также называется «лжепророком» и «антихристом».
В 850 году около 50 христиан были убиты в управляемой мусульманами Кордове, после того, как христианский священник Перфектус сказал, что Мухаммад был одним из «лжехристов», о котором сказано в Матф. 24. Евлогий Кордовский оправдал взгляды Перфекта и других мучеников Кордовы, заявив, что они были свидетелями «против ангела сатаны и предшественника Антихриста… Мухаммеда, носителя ереси».